# Hallstahammars AB

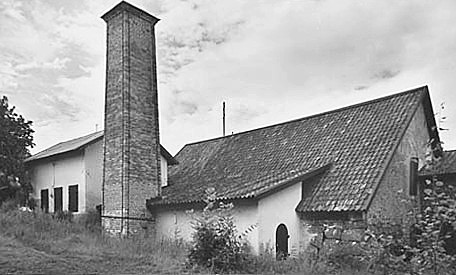
Trångfors smedja byggd 1799, var början till Hallstahammars AB. Foto från 1955.

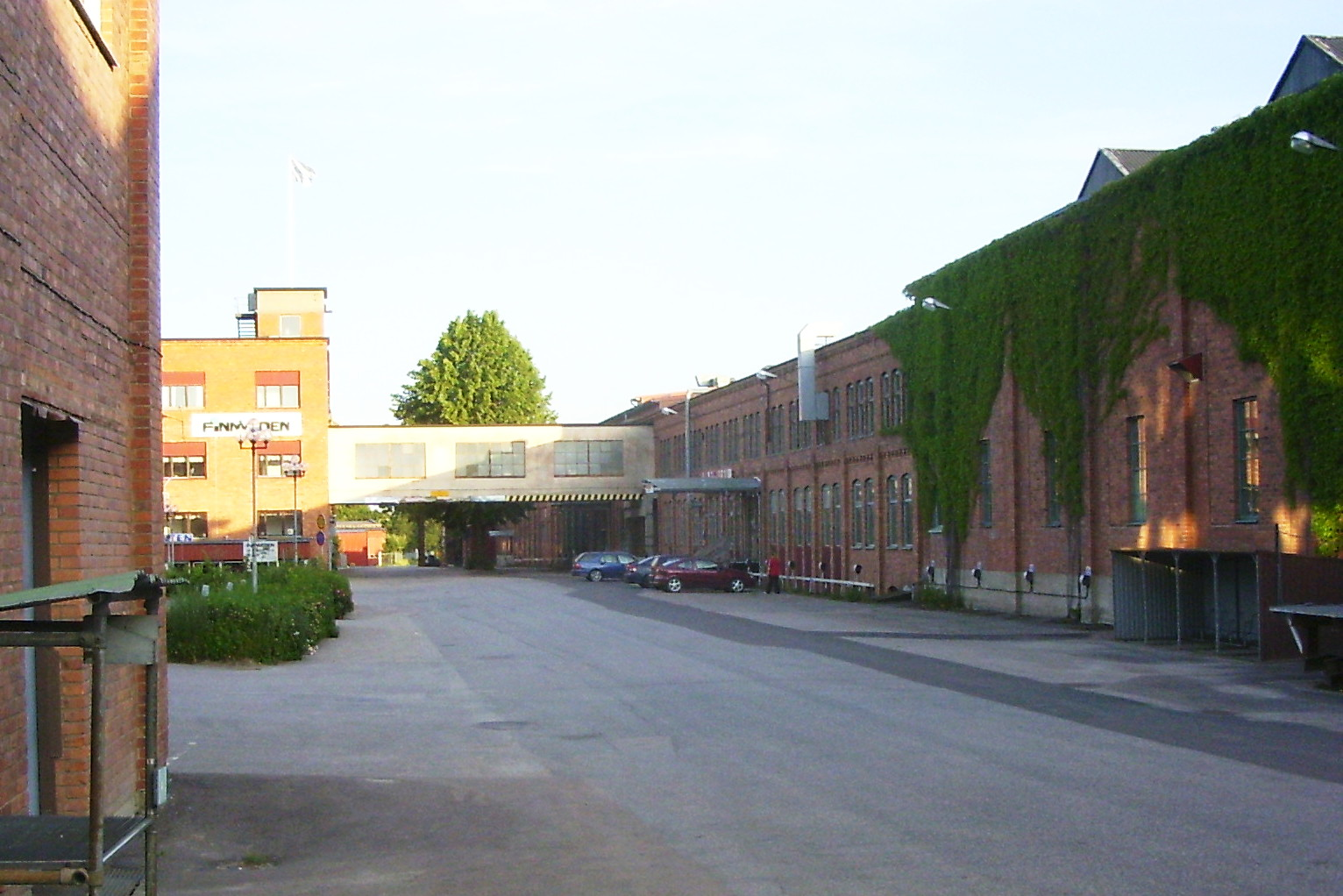
Bultens fabriksbyggnader

Hallstahammars AB, tidigare stålkoncern hemmahörande i Hallstahammar. Bolaget, som bildades 1872, gick 1983 samman med Bulten-Kanthal AB varvid Kanthal AB bildades.

## Historia
Ursprunget till Hallstahammars AB kan ledas tillbaka till 1628 då Trångfors bruk anlades med en hammarsmedja med två stångjärnshammare och två härdar. 1638 anlades en liknande anläggning för järn- och kopparsmide vid Hallsta, strax söder om Trångfors. Under senare delen av 1700-talet omvandlades kopparverket till ett järnmanufakturverk. En successiv modernisering med bl.a. införande av stålbränning, brännstålugn, skär- och valsverk lade sedan grunden för en storindustri. Parallellt byggdes även driften vid Trångfors bruk ut. Tiden 1850 - 1870-talet kom att vara speciellt expansiv, och den 29 november 1872 bildades Hallstahammars AB.
På 1880-talet bestod verksamheten av grov-, och finvalsverk, plåtvalsverk, fyra smälthärdar samt tegelbruk, och en mindre jordbruksrörelse. Företaget hade även nyttjanderätt till stora fall (tillsammans med en höjd av 39,2 m) i Kolbäcksån. Årstillverkningen låg på omkr. 4,25 milj kg stångjärn och knippjärn samt omkring 600 000 kg järnplåt.
I slutet av 1800-talet togs vattenfallen i anspråk för kraftstationer vid Trångfors och Hallstahammar. Ungefär samtidigt infördes även götstålsprocesserna, och Hallstahammars bruk fick ett martinstålverk. 1907 uppgick årstillverkningen vid anläggningarna till 3 870 ton basisk martingöt, 2 650 t. lancashiresmältstycken, omkr. 40 t. axlar av götmetall, 1 400 t. härdfärskade smältstycken, 2 000 t. götmetall samt omkr. 400 t. band-, söm- och annat finjärn av välljärn, 600 t. dito av götmetall och 130 t. stångjärnsavhugg. Jord- och skogsbruket utgjorde alltjämt ett viktigt inslag i bolagets verksamhet, liksom kvarn och sågverk. Antal arbetare vid Hallstahammars bruk var samma år 96 st och vid Trångfors 23 st.
Trångfors bruk, som fortfarande använde sig av lancashireprocessen, passade dock inte in den nya produktionsstrukturen och 1915 avvecklades därför verksamheten där. Sågverket vid Hallstahammar lades ned på 1920-talet, och kvarnen på 1930-talet. Ståltillverkningen i Hallstahammar kom däremot att fortsatt byggas ut. I slutet av 1940-talet bestod tillverkningen av främst valsat järn och stål, svarvade om komprimerade axlar samt kalldraget järn, automatjärn m.m. 1948 var antalet industriarbetare omkring 300 st.
I slutet av 1970-talet började svensk stålindustri få allvarliga lönsamhetsproblem. Enligt ett förslag från  LO:s tidigare ordförande Arne Geijer skulle Hallstahammars AB, Boxholms AB och Smedjebackens Valsverks AB gå samman under SSABs ledning. Nu blev det dock inte så, istället gick Hallstahammars AB 1983 samman med ett annat Hallstahammarsbaserat företag, Bulten-Kanthal AB. Den nya koncernens namn blev Kanthal AB. Hallstahammar bruks gamla verksamhet kom bl.a. att samlas i de nybildade dotterbolagen Hallstahammar Stål AB, Hallstahammar Byggstål AB och Axelfabriken i Hallsthammar AB. Senare fusioner, försäljningar och nedläggningar gör att den kvarvarande verksamheten idag finns dels inom Kanthal-koncernen samt ett dotterbolag till ståltillverkaren Ovako.

## Verkställande direktörer
- Carl Agrell, 1911-1936
- Hilding Agrell, 1936-1967